# О’Коннор, Эдвин
Э́двин Грин О’Ко́ннор (англ. Edwin Greene O'Connor; 29 июля 1918 — 23 марта 1968) — американский журналист, писатель и радиокомментатор. Получил Пулитцеровскую премию в области художественной литературы в 1962 году за свой роман «Грань печали» (1961). Его предки были ирландцами, поэтому его романы касались ирландско-американского опыта и часто касались жизни политиков и священников.

## Биография
О’Коннор родился 29 июля 1918 года в семье врача в Провиденсе, Род-Айленд, но вырос в Вунсокете, Род-Айленд. Он был выпускником Академии Ла Саль и Университета Нотр-Дам. После окончания учёбы он служил в береговой охране США во время Второй мировой войны. В 1946 году он начал работать внештатным автором, продавая свои рассказы и отчеты многочисленным журналам, включая Atlantic Monthly.
В 1950-е годы О’Коннор начал карьеру телевизионного критика в двух бостонских газетах — профессия, которой он придерживался всю оставшуюся жизнь. В то время он опубликовал свой первый роман «Оракул» (1951).
Вскоре после этого он опубликовал роман «Последнее ура» (1956). Роман был экранизирован в 1958 году, когда Джон Форд поставил сценарий Фрэнка С. Ньюджента. Фильм со Спенсером Трейси, Джеффри Хантером и Дональдом Криспом в главных ролях не имел коммерческого успеха. Однако, как отмечает Чарльз Фаннинг, «непредвиденная прибыль от „Последнего ура“ впервые обеспечила О’Коннору финансовую безопасность».
О’Коннор выиграл ежегодную Пулитцеровскую премию в области художественной литературы в 1962 году за свой следующий роман «Грань печали» (Little, Brown, 1961).
Его последний роман «Все в семье» появился в 1966 году.
О’Коннор внезапно умер от кровоизлияния в мозг в 1968 году.
Посмертно в 1970 году был опубликован сборник «Лучшее и последнее» Эдвина О’Коннора, в который вошли отрывки из его опубликованных романов, фрагменты неопубликованных работ, написанные им статьи и стенограмма лекции.

## Книги
- Оракул
- Последнее ура
- Бенджи: свирепая сказка
- Грань печали
- Я танцевал
- Все в семье
- «Лучшее и последнее» Эдвина О’Коннора